# Cort Fosca
La Cort Fosca és una cova del Parc Natural de Sant Llorenç del Munt

## Descripció
La Cort Fosca o la Cort Fosca de Matarodona és una cavitat de tipus espluga amb una obertura en forma de V invertida tapada amb vegetació, que permet l'accés. Es troba al vesant sud-est de la carena de la Fosca dins del terme de Mura, al costat de l'Hospital de Sang, que es feia servir de refugi i de punt d'assistència dels ferits durant les guerres carlines, i es suposa que faria les funcions d'habitatge a la mateixa època. Faria també funcions d'aixopluc o habitatge en la mateixa època que l'Hospital de Sang.
Té una sala a l'entrada amb una pedra rodona, probablement utilitzada per fer foc a modus de fogó, i una segona sala al fons, en la que hi ha la Font Fosca. Les dues sales estan separades per una paret de pedra i maons.
A l'entrada trobem una galeria d'uns 20 metres de llarg i de 3,5 metres a l'inici que es va estrenyent fins a 1 metre per tornar-se a eixamplar més endavant. L'alçada és d'uns 2 metres. la següent galeria que apareix a la dreta té uns 15 metres i una amplada de 2 metres
És dins del límit del Parc Natural de Sant Llorenç del Munt i l'Obac, creat el 1972. Des del 2000 també forma part de l'Inventari d'espais d'interès geològic de Catalunya (IEIGC) inventariat com espai d'interès geològic en el conjunt de la geozona Sant Llorenç del Munt i l'Obac, la qual forma part del parc natural majoritàriament.